# Ruth Bryan Owen
Pour les articles homonymes, voir Bryan et Owen.
Ruth Baird Bryan Leavitt Owen Rohde, née le 2 octobre 1885 à Jacksonville (Illinois) et morte le 26 juillet 1954 à Copenhague (Danemark), est une réalisatrice, femme politique et diplomate américaine. Membre du Parti démocrate, elle est représentante de Floride entre 1929 et 1933 puis ambassadrice des États-Unis au Danemark entre 1933 et 1937. Première femme représentante de Floride, première femme membre de la commission des Affaires étrangères de la Chambre des représentants, elle est également la première Américaine à être nommée ambassadrice (même si la première à porter formellement le titre d'« ambassadeur » est Eugenie Anderson, en 1949).

## Biographie

### Jeunesse, études et vie privée

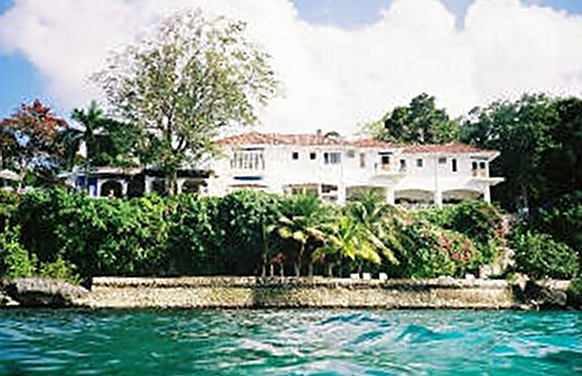
Golden Glouds, en Jamaïque.

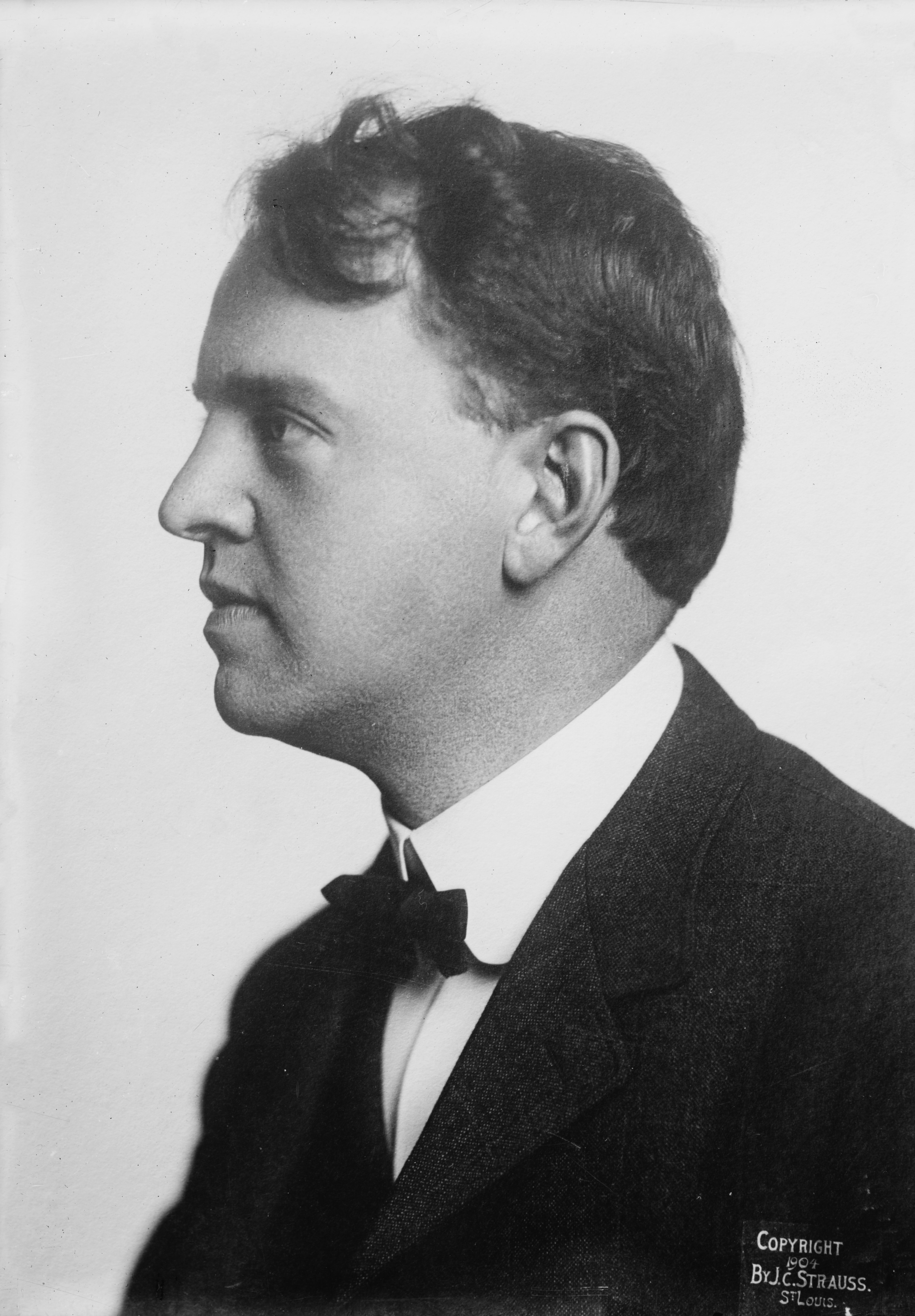
, en 1904.

Elle est la fille de l'homme politique William Jennings Bryan et de Mary E. Baird. Durant sa jeunesse, elle suit son père au gré de ses affectations politiques. Elle étudie dans des écoles de Washington (district de Columbia) et à l'Académie féminine de Monticello à Godfrey (Illinois). En 1901, elle intègre l'université du Nebraska à Lincoln mais la quitte deux ans plus tard pour épouser le peintre William Homer Leavitt (en). Ils ont deux enfants mais divorcent en 1909.
En 1910, elle se remarie avec Reginald Owen, un officier britannique. Ils ont ensemble deux enfants. Il meurt en 1928. Elle passe trois ans à Oracabessa (Jamaïque), où elle s'occupe de la construction et de la décoration de sa maison, Golden Clouds (en). Elle en est propriétaire pendant trois décennies, s'y rendant l'hiver, notamment durant la période où elle est ambassadrice. De ces moments passés en Jamaïque, elle écrit un livre, Caribbean Caravel.
Pendant la Première Guerre mondiale, elle est infirmière de guerre au sein du Voluntary Aid Detachment de la campagne du Sinaï et de la Palestine (1915-1918).

### Carrière cinématographique
Ruth Bryan Owen est une pionnière féminine de l'industrie cinématographique. Elle est la directrice, la productrice et la scénariste du film Once Upon a Time/Scheherazade (1922), que l'on considère maintenant comme perdu. Commencé au printemps 1921, le film est joué par un club d'acteurs de Coconut Grove (Miami), n'étant de ce fait pas lié avec l'un des grands studios de cinéma de l'époque.
L'histoire tourne autour d'un chah détrôné par un subalterne jaloux, lequel utilise son nouveau pouvoir pour torturer des jeunes femmes. Vers la fin du film, le monarque sadique s'en prend à la plus belle d'entre toutes mais l'ancien chah banni revient juste à temps pour la sauver. Selon The Moving Picture World, la réalisation des costumes a été effectuée minutieusement et le mise-en-scène évoque « une atmosphère d'expérience de l'Extrême-Orient ». Ruth Bryan Owen avait par le passé visité plusieurs pays asiatiques (Inde, Birmanie, Sri Lanka, Chine et Japon) et s'en est inspirée comme toile de fond pour son film.
On connaît peu de choses de ce film, à part ce qu'en raconte Ruth Bryan Owen dans sa correspondance avec une amie, Carrie Dunlap. Originaire de l'Illinois, cette dernière a été la trésorière de campagne de son père William Jennings Bryan. Dans ses lettres, elle exprime sa joie de l'avoir réalisé : « Je peine à croire que ce film est le mien quand je le vois projeté sur le mur au-dessus de notre cheminée ».
Se considérant elle-même comme pionnière du cinéma, elle montre, dans sa correspondance, son désir de devenir l'une des premières femmes cinéastes des États-Unis. Elle a financé son film grâce à des conférences publiques. Dans ses lettres, elle évoque le soutien financier de la Fédération générale des clubs de femmes et leur aide pour le distribuer avec la Society for Visual Education.

### Carrière politique

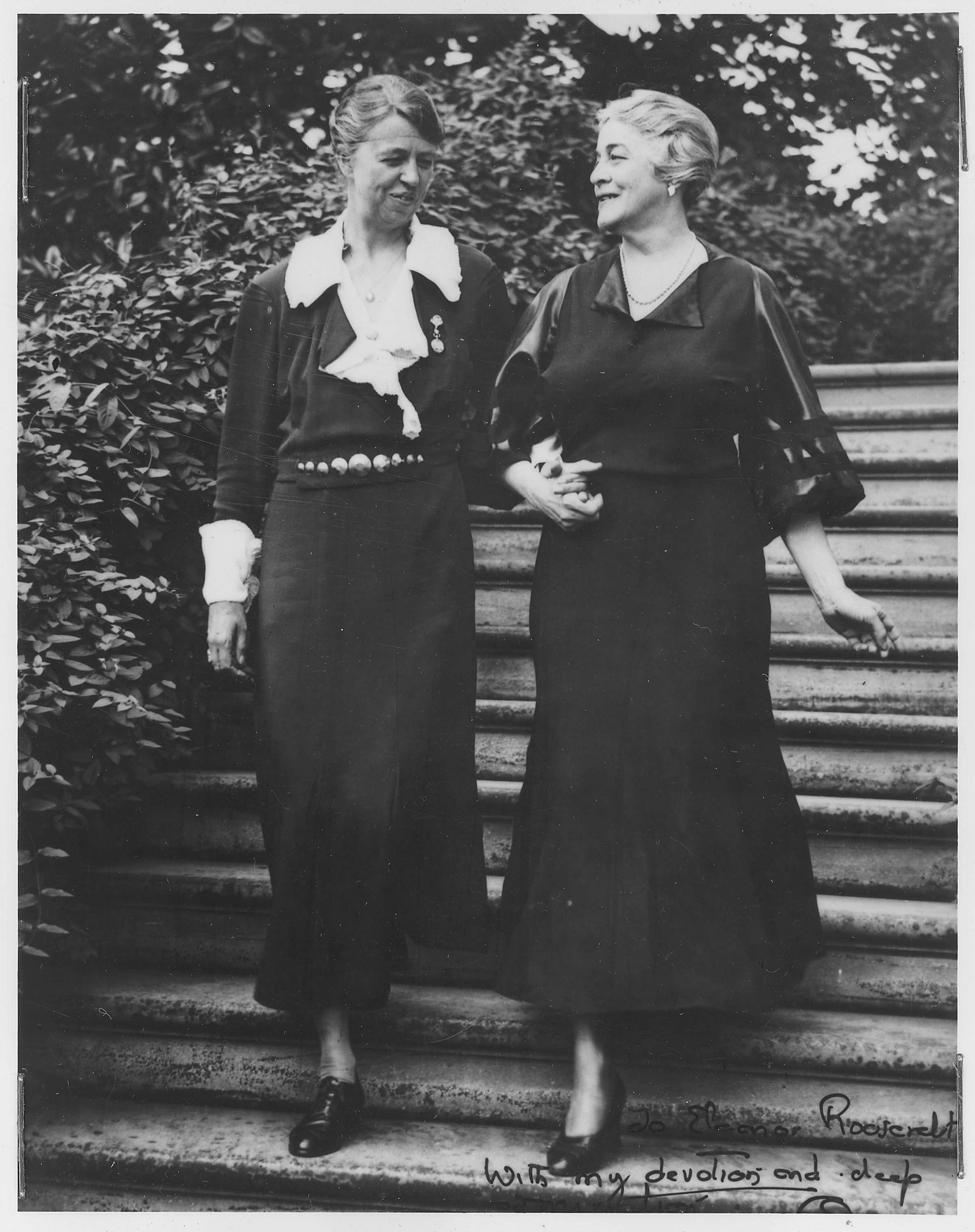
Ruth Bryan Owens avec la Première dame Eleanor Roosevelt, en 1934.

Ruth Bryan Owen concourt en 1926 pour être désignée candidate du 4e district de Floride aux élections pour la Chambre des représentants des États-Unis. L'année précédente, elle avait perdu son père. Ce district comprend presque la totalité de la côte maritime de Jacksonville, avec Miami, Orlando et Saint Augustine. Elle perd par 800 votes.
Entre 1925 et 1928, elle est administratrice à l'université de Miami.
Deux ans plus tard, après la mort de son mari, elle se présente de nouveau. Entretemps, elle a joué un rôle significatif dans la gestion d'un ouragan qui avait touché Miami en 1927 et fait sa promotion dans des journaux. Elle l'emporte, avec plus de 14 000 voix et est élue au Congrès en novembre 1928, commençant son mandat le 4 mars 1929. Elle est alors veuve et mère de quatre enfants. Son élection a été contestée en raison du fait qu'elle aurait perdu sa citoyenneté en épousant un étranger. Selon le Cable Act (en) de 1922, elle pouvait adresser une requête pour garder sa citoyenneté, chose faite en 1925, respectant le délai maximum de sept ans exigé par la Constitution.
Son cas est traité par le comité aux élections de la Chambre des représentants, où elle invoque le fait qu'aucun homme américain n'avait jamais perdu sa citoyenneté du fait de son mariage avec une étrangère. Elle affirme qu'elle a perdu sa citoyenneté parce qu'elle était une femme, pas à cause de sa situation familiale. L'institution vote alors en allant dans son sens,.
Elle est candidate à sa réélection en 1930, battant lors de la primaire démocrate le juriste Dewitt T. Deen avec un très faible écart. Comme le Parti républicain menait sa première campagne d'élection primaire en Floride et ne désigna pas de candidat contre Ruth Bryan Owen, celle-ci est, dès sa victoire à la primaire démocrate, considérée par la presse comme victorieuse de l'élection à la Chambre des représentants. Elle est favorable à la Prohibition.
Ce second mandat devait être le dernier. Cependant, elle se présente à la primaire démocrate une troisième fois en 1932 et elle est battue par J. Mark Wilcox, partisan de l'abrogation de la Prohibition. Son mandat prend fin en mars 1933.

### Première femme ambassadrice des États-Unis

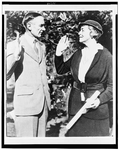
Prestation de serment devant P.F. Allen, employé du département d'État.

En 1933, elle est nommée ambassadrice des États-Unis au Danemark par le président Franklin D. Roosevelt,. Elle occupe ce poste jusque 1936, se remariant avec Borge Rohde, un capitaine danois de la Garde du Roi, le 11 juillet. Le mariage lui donne la binationalité américano-danoise, l'obligeant donc à démissionner de son poste d'ambassadeur,. Le mariage a lieu dans la propriété de Franklin et Eleanor Roosevelt à Hyde Park (New York). La romancière Fannie Hurst est sa dame d'honneur. Par ailleurs, Ruth Bryan Owen annonce conserver son nom, notamment pour les livres qu'elle publie par la suite.
Elle est désignée déléguée à la conférence de San Francisco, qui créé les Nations unies après la Seconde Guerre mondiale. En 1948, le président Harry S. Truman la nomme déléguée à l'Assemblée générale des Nations unies.

### Fin de vie
En 1939, Ruth Bryan Owen et son mari achètent la maison « The Cedars (en) », située à Alderson (Virginie-Occidentale), et la rénovent. Ils vendent la propriété en 1945. Elle est inscrit sur le Registre national des lieux historiques en 1978.
Elle meurt le 26 juillet 1954 à Copenhague (Danemark) et son corps est incinéré. Ses cendres sont enterrées au cimetière d'Ordrup, à Copenhague.
En 1992, son nom est ajouté dans le Florida Women’s Hall of Fame.

## Ouvrages
- Elements of Public Speaking New York, H. Liveright, 1931.
- Leaves from a Greenland Diary New York: Dodd, Mead & Co., 1935.
- Denmark Caravan New York: Dodd, Mead & Co., 1936.
- Picture Tales from Scandinavia Philadelphia: J.B. Lippincott Co., 1939.
- The Castle in the Silver Wood and Other Scandinavian Fairy Tales New York: Dodd, Mead & Co., 1939.
- Look Forward, Warrior New York: Dodd, Mead & Co., 1942.
- Caribbean Caravel New York: Dodd, Mead & Co., 1949.

## Source
- (en) Cet article est partiellement ou en totalité issu de l’article de Wikipédia en anglais intitulé « Ruth Bryan Owen » (voir la liste des auteurs).